# صفصاف سويسري
صفصاف سويسري (الاسم العلمي: Salix helvetica)، نوع من الصفصاف وفصيلة الصفصافية. هي شجيرة صغيرة، تُعد واحدة من أكثر أنواع الصفصاف شيوعًا في جبال الألب السويسرية الوسطى. ومع ذلك، فإن نطاقها لا يقتصر على سويسرا. وهي تنمو أيضا في جبال الالب الفرنسية وفي شمال إيطاليا، في تيرول، وفي اسكتلندا والنرويج..